# Didié Angan
Didié Angan, est un footballeur ivoirien né le 27 décembre 1974 à Anyama.

## Biographie
En mai 1995, alors joueur de l'équipe réserve du Paris Saint-Germain, il effectue un essai au Stade lavallois en vue d'un éventuel prêt. Il donne satisfaction à l'entraîneur lavallois Denis Troch, mais l'expérience restera sans suite. 
Il poursuit sa carrière à Saint-Brieuc et Nice, avant de partir pour l'étranger. Après quatre saisons en Italie, il termine sa carrière à Ajaccio. 
Didié Angan est international ivoirien. Avec sa sélection il dispute les CAN 1998 et 2000. 

## Carrière

### Clubs
- 1995 : Paris SG (CFA) ( France)
- 1995-1997 : Saint-Brieuc CA ( France) (47 matchs)
- 1997-2002 : OGC Nice ( France) (116 matchs, 6 buts)
- 2002-2003 : Sturm Graz ( Autriche) (10 matchs)
- 2003-2005 : Hellas Vérone ( Italie) (28 matchs)
- 2005-2006 : US Grosseto FC ( Italie) (8 matchs)
- 2006-2007 : Catanzaro FC ( Italie)(8 matchs)
- 2007-2009 : AC Ajaccio ( France) (21 matchs)

### Palmarès
- International A Ivoirien